# Ариадна
Вижте пояснителната страница за други значения на Ариадна.
Ариадна (на старогръцки: Αριάδνη), в гръцката митология, е дъщеря на критския цар Минос и на Пасифея. Свързана е както с битката между Тезей и Минотавъра, така и с бог Дионис. От мита в съвременната култура е останал изразът „Нишката на Ариадна“ – способът, предложен от нея, за да спаси Тезей от изгубване в лабиринтa.

## Минос и Тезей
Според легендата Минос напада Атина, след като там е убит неговият син. Атиняните го питат за неговите условия да пощади града и Минос изисква от тях да принасят в жертва на Минотавъра веднъж годишно седем младежи и седем девойки, в продължение на девет години.
През една от годините в групата младежи, готвени за жертвоприношението, доброволно се включва младият Тезей, за да убие Минотавъра. Ариадна се влюбва от пръв поглед в него и му дава магически меч и кълбо от червена вълнена нишка, която тя изпрела. Навлизайки в лабиринта, той размотавал кълбото, а след като убил Минотавъра, се върнал до изхода, следвайки оставената нишка. След завръщането му, Ариадна избягва с него в Атина. Но, според Омир, Тезей и Ариадна не останали дълго заедно, тъй като тя е убита от Артемида на остров Диа по обвинение на Дионис. Омир не обяснява какви са обвиненията на Дионис, но според Оксфордския класически речник, Ариадна е била вече женена за Дионис, когато побягва с Тезей.
Легендите гласят също, че първият цар на остров Лемнос е бил Тоас (на гръцки: Θόας), син на Дионис и Ариадна.